# ツー・セカンズ
『ツー・セカンズ』（原題: 2 Seconds）は、1998年に製作されたカナダの映画。日本では1999年7月18日に第8回東京国際レズビアン&ゲイ映画祭にて上映された。

## キャスト
- ローリー：シャーロット・ローリエ
- ロレンツォ：ディノ・タヴァローネ
- カール・アラッキ
- ジョン・ウォルシュ
- ステファニー・モーゲンスターン